# Cultures (Computerspielreihe)
Cultures ist eine Serie von Echtzeit-Strategiespielen des Spieleentwicklers Funatics mit Sitz in Oberhausen.

## Grundaspekte der Serie
Cultures ist in erster Linie ein Aufbaustrategie-Spiel, ähnlich der ersten beiden Die-Siedler-Teile. Die Serie handelt von den Abenteuern eines Wikinger-Stammes, speziell des Helden Bjarni.
Die Serie zeigt durch das sogenannte „Mikromanagement“ jedoch neue Züge innerhalb des Genres: Jeder Wikinger, egal ob Bauer oder Soldat, hat eigene Bedürfnisse. So muss jeder Stammesangehörige z. B. mit genügend Essen versorgt werden, oder muss schlafen. Ist ein Arbeiter müde, legt er die Arbeit für ein kurzes Schläfchen nieder, bis er ausgeruht ist. Außerdem wird in Cultures zwischen den Geschlechtern unterschieden, und „Nachschub“ an neuen Wikingern kann nur entstehen, wenn Ehepaare gebildet und zur Zeugung von Kindern aufgefordert werden.
Dieses Mikromanagement und die daraus resultierende recht hohe Lernkurve sind einerseits der große Anreiz für viele Fans der Serie, andererseits für viele Kritiker der Grund, warum der Serie ein eher mäßiger Erfolg beschieden blieb.

## Cultures: Die Entdeckung Vinlands (2000)
Die Entdeckung Vinlands (DEV) ist der erste Teil der Serie und wurde von Funatics in Zusammenarbeit mit dem durch das Spiel Knights & Merchants bekannten Entwickler Joymania Entertainment entwickelt. DEV erschien im September 2000 und wurde von THQ veröffentlicht. Die Kampagne handelt von der Suche nach den Sonnensplittern (nachdem ein Teil der Sonne abgebrochen ist, explodierte es über Amerika in viele Teile, die über das ganze Land verstreut gelandet sind). Im Laufe der Kampagne muss man die Sonnensplitter durch Kampf, Handel, Tribut u. a. wiederbeschaffen, da die meisten von Indianerstämmen gestohlen oder verehrt werden.

### Cultures: Die Rache des Regengottes (2001)
Mit Die Rache des Regengottes erschien im März 2001 ein Add-on zu DEV. Es erweitert das Spiel um eine neue Kampagne, neue Völker (Maya) und neue Einzel- und Mehrspieler-Karten. In der neuen Kampagne wird ein aus DEV bekannter befreundeter Indianerstamm von Mayas bedroht. Man muss die feindlichen Mayas besiegen oder Tribute zahlen.

### Cultures Gold
DEV und das Add-on (Die Rache des Regengottes) erschienen später zusammen in einer sogenannten „Gold Edition“, ergänzt um einige neue Karten.

## Cultures 2: Die Tore Asgards (2002)
Cultures 2: Die Tore Asgards erschien im Frühjahr 2002 über den österreichischen Publisher JoWooD.
Der Spieler übernimmt die Rolle von Bjarni, der bereits im Vorgängerspiel Die Entdeckung Vinlands an der Seite seines Vaters Leif Erikson gegen böse Mächte kämpfte. In Cultures 2 hat Bjarni eine Vision, in der er eine neue bedrohliche Gefahr für die Welt sieht, die Midgardschlange Jörmungander. In seiner Vision kämpft er an der Seite von drei Fremden, die im Spiel zu seinen Freunden werden und mit welchen er Seite an Seite kämpft: Hatschi der Sarazene, Sigurd, ein berühmter Held aus dem Frankenreich, und Cyra, die hübsche Prinzessin aus Byzanz. Zusammen müssen sie sich der Gefahr stellen und im Endkampf gegen die Midgardschlange antreten.
Cultures 2 bietet gegenüber dem Vorgänger ein erweitertes Militär- und Handelssystem, interessante Rollenspielanleihen, komplexere Wirtschafts- und Diplomatiefunktionen und einen hohen Wuselfaktor.

## Geschichten aus der Cultures-Welt
Die beiden ursprünglich als Add-ons zu Cultures 2 gedachten Teile Reise nach Nordland und Das Achte Weltwunder erschienen unter dem Titel Geschichten aus der Cultures-Welt in Eigenvertrieb mit Unterstützung durch Halycon Media und NBG Multimedia, da JoWooD das Vertragsverhältnis mit Funatics nicht mehr aufrechterhalten wollte.
Beide Teile verfügen über eine gegenüber Cultures 2 detailliertere Grafik, Wettereffekte (Schnee und Regen), einen Editor, mit dem die Spieler eigene Karten erstellen können, und einen einstellbaren Schwierigkeitsgrad. Zusammen erschienen sie später im Paket Cultures: Die Abenteuerbox.

### Reise nach Nordland (2002)
Reise nach Nordland (RnN) erschien im Oktober 2002 als erster Titel der Funatics Software GmbH, nachdem Funatics Development durch den Finanzskandal der Mutterfirma Phenomedia AG Insolvenz hatte anmelden müssen. Der Neustart der Firma und die dadurch knappen Mittel erklären zusätzlich zur ursprünglichen Planung als Add-on, warum RnN keine neue Engine nutzt, was „echte“ neue Teile in der Regel tun.
RnN erschien im Jahr 2003 in englischsprachiger Fassung unter dem Titel Northland über den Verlag GMX Media. Portierungen für Mac und Linux wurden in reduzierter Form (kein Multiplayer-Modus, kein Editor) von Runesoft (ehemals e.p.i.c. interactive) angefertigt.
In RnN wird die Heldin Cyra nach Asgard entführt. Ein Halbgott, der sich unter die Helden mischt, schenkt Cyra ein Amulett, damit sich der Gott Odin in sie verliebt und nicht mehr auf das Geschehen in der Menschenwelt Midgard achtet. Dadurch will der Halbgott die Herrschaft über die Erde erlangen. Man muss Cyra aus Asgard befreien und das Amulett vernichten.

### Das Achte Weltwunder (2003)
Das Achte Weltwunder (DAW) erschien im März 2003 als zweiter Teil der Miniserie Geschichten aus der Cultures-Welt. Auch DAW erschien später als Mac-Version sowie in englischsprachiger Fassung durch GMX Media als 8th Wonder of the World.
Änderungen gegenüber RnN sind eine etwas überarbeitete Version des Editors, ein Erdbeben-Effekt, sowie neue Gebäude, die allerdings nicht vom Spieler aktiv erbaut werden können, sondern entweder schon auf der Karte vorhanden sind und z. B. beschützt werden müssen, oder per Missionsskripting platziert werden, nachdem die entsprechenden Baumaterialien geliefert worden sind. Außerdem gibt es mit den Ägyptern ein neues Volk.
Das Ziel der Kampagne ist es, die sieben Weltwunder der Antike wieder aufzubauen, um ihre Macht in einem achten Weltwunder zu vereinen, und auf diese Weise eine nicht näher benannte dunkle Bedrohung abzuwenden.

### Cultures: Die Abenteuerbox (2003)
Im August 2003 erschienen die zwei Geschichten-aus-der-Cultures-Welt-Titel zusammen in einer Box, ohne Neuerungen zu bieten, wodurch diese Box vor allem für Neueinsteiger interessant gewesen sein dürfte.

## Cultures: Die Saga (2003)
Mit Cultures: Die Saga erschien im Dezember 2003 eine Zusammenstellung der Titel Die Entdeckung Vinlands (ohne Add-on), Reise nach Nordland und Das Achte Weltwunder.
Das Interessante daran ist, dass Die Saga im Prinzip ein neues Spiel ist, welches die Kampagnen sowie Einzel- und Mehrspielerkarten von RnN und DAW unter einer gemeinsamen Oberfläche enthält. Man installiert im Gegensatz zur Abenteuerbox also nur ein Spiel, statt zwei. Zusätzlich enthält es die neue „Drachenland“-Kampagne sowie exklusiv zwei Kampagnen, die von einem Kartenersteller aus der Community erstellt wurden.
DEV liegt allerdings aufgrund der unterschiedlichen Engines als eigenständiges Spiel auf einer zweiten CD bei.
In der neuen Kampagne verschwindet der Drache Norbert zusammen mit dem Sohn von Bjarni und Cyra. Sie werden entführt und müssen von Bjarni und Cyra gerettet werden. Diese Kampagne ist mit 5 Missionen nicht so umfangreich wie die der beiden Vorgänger.

## Cultures Online
Funatics Development entwickelt zusammen mit Gamigo eine Onlinevariante von Cultures. Dabei steuert der Spieler nicht nur die Geschicke seiner Kolonie, sondern auch eine Gruppe von „Helden“, so werden Aufbau- und RPG-Elemente miteinander verbunden. Cultures Online basiert auf einem Flash-Client und wurde ab dem 30. April 2010 in einer unfertigen Vorversion („closed beta“) getestet, die am 28. Juni 2010 in einer kurzen weiteren („open beta“) Version aufging. Ab dem 7. Juli 2010 lief die endgültig fertige Version.
2010 wurde Cultures Online für den Publikumspreis beim Deutschen Entwicklerpreis in der Kategorie „Bestes Browsergame“ nominiert.
Der Online-Betrieb von Cultures Online wurde Ende März 2018 eingestellt.